# Козача повстанська армія
Козац́ька повста́нська а́рмія (КОПА) — загони Української Повстанської Армії, що діяли на Кубані. Проіснувала до 1950 року і саморозпустилася. Кістяк КПА [Архівовано 1 Квітня 2016 у Wayback Machine.] складали кубанські козаки, що не бажали миритися зі свавіллям окупаційних режимів. Серед перемог Козацької Повстанської Армії є захоплення 9 травня 1945 року потягу на станції Гойтх, який перевозив військовополонених та репресованих сталінським режимом до Москви. Тоді від жорстоких репресій московського тоталітарного режиму було врятовано близько 200 осіб.